# Centurion (Rzym)
Centurion (łac. centurio, gr. εκατονταρχος) w antycznym Rzymie miał dwa znaczenia:

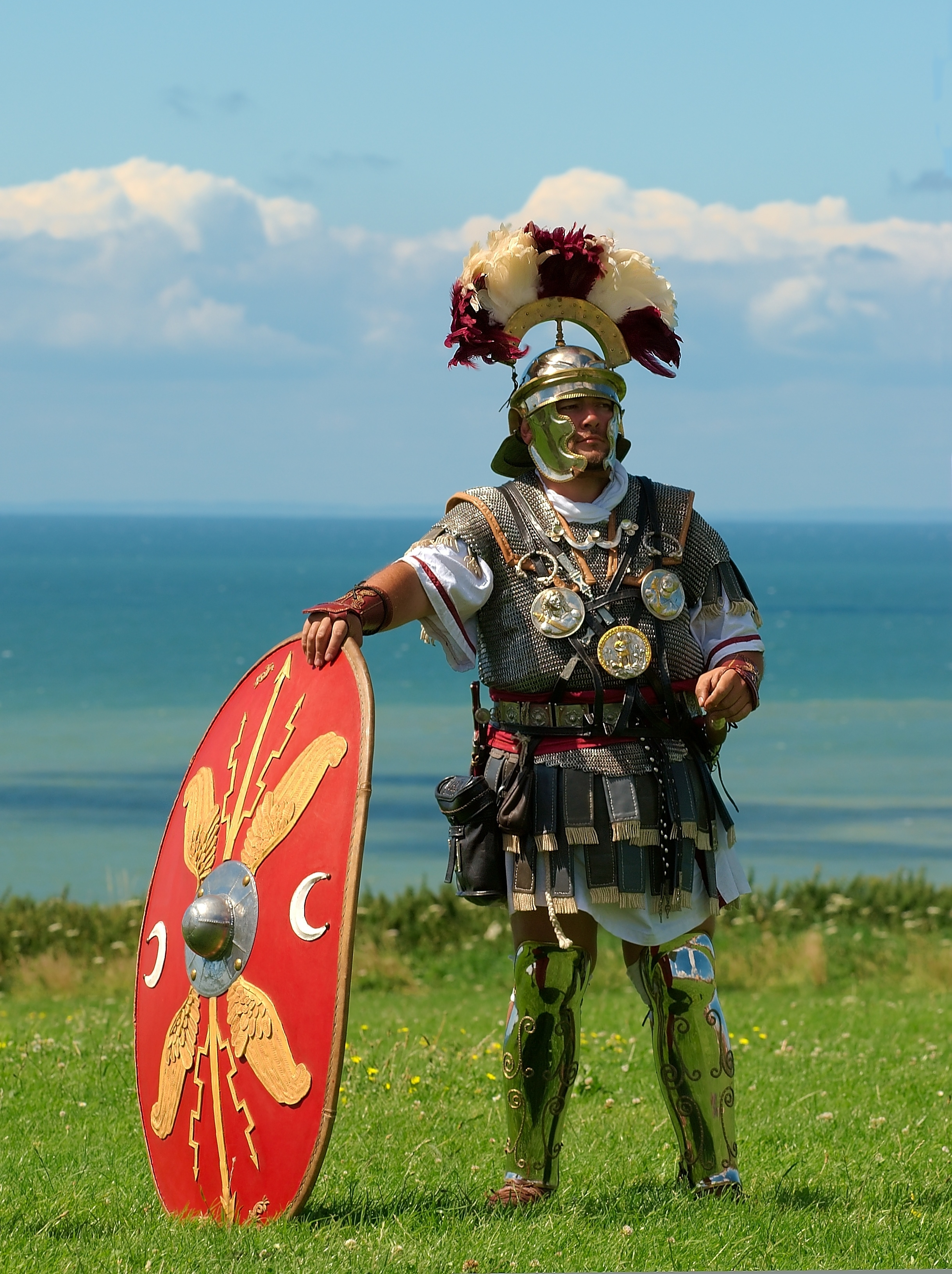
Centurion - rekonstrukcja historyczna rynsztunku

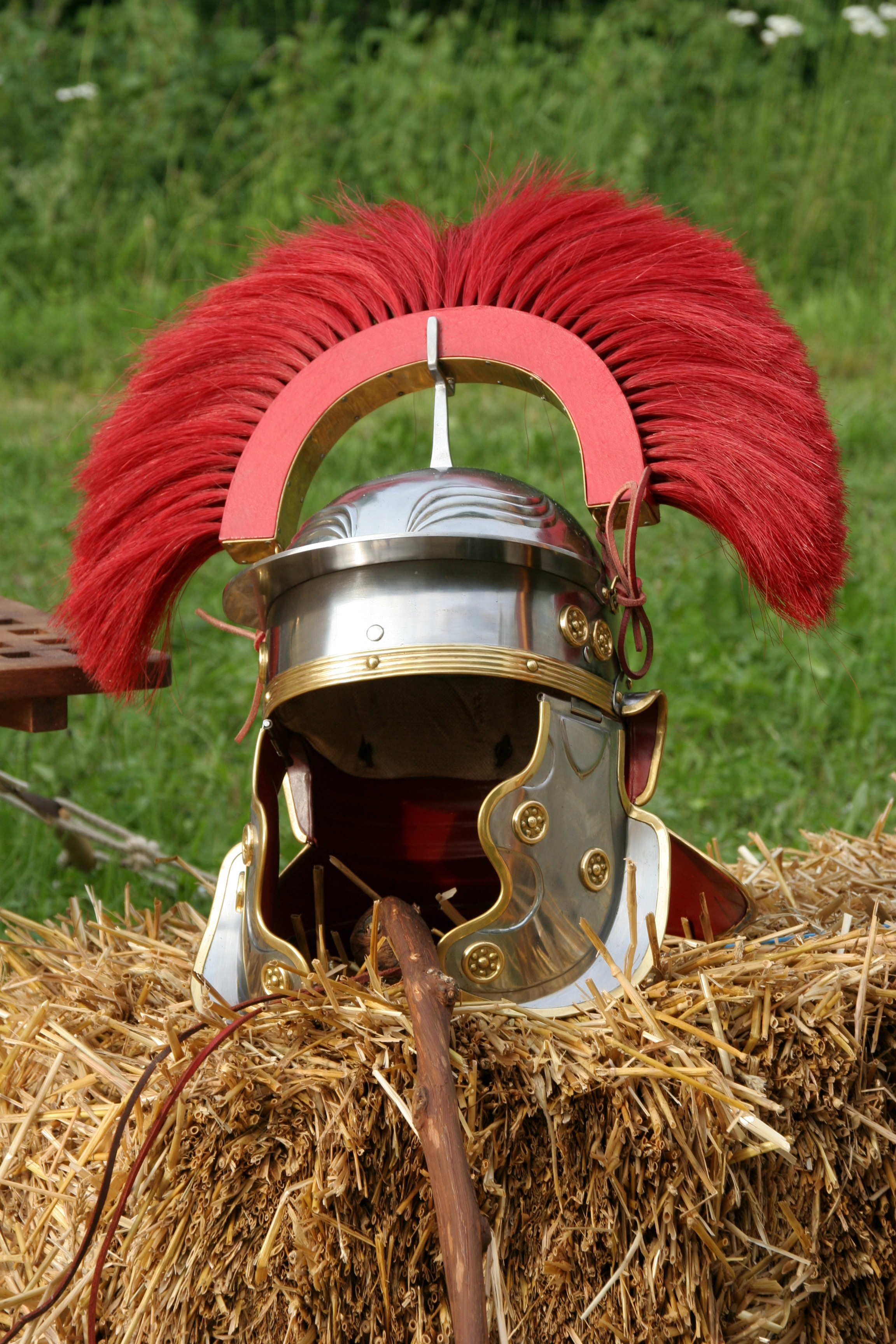
Hełm centuriona (koniec drugiego wieku)

- w znaczeniu wojskowym – niższy oficer, dowódca centurii, najmniejszej jednostki taktycznej legionu, inaczej – setnik, gdyż początkowo centuria liczyła 100 żołnierzy (później znacznie mniej). W czasach republiki centuriona wybierali żołnierze, a w czasach cesarstwa mianowany był przez legata. Najczęściej centurionami zostawali najbardziej doświadczeni i zasłużeni żołnierze w legionie. Centurioni również byli zhierarchizowani w zależności od tego, którą centurią w legionie dowodzili. Głównym centurionem legionu był dowódca I centurii I kohorty - primus pilus lub primipilus. II centurią dowodził princeps, III centurią – hastatus, IV centurią – princeps posterior, V centurią – hastatus posterior. W zasadzie na centurionach podczas bitwy spoczywała główna odpowiedzialność za przebieg walki, gdyż to oni bezpośrednio realizowali zamierzenia dowództwa.

- w znaczeniu cywilnym – przywódca centurii, jako jednostki podziału ludności – reprezentował on swoją centurię i zbierał jej głosy podczas głosowania na np. komicjach centurialnych.